# 3. Klavierkonzert (Mozart)
Das 3. Klavierkonzert in D-Dur, KV 40 ist ein frühes Klavierkonzert von Wolfgang Amadeus Mozart. Nach abweichender Zählung, in welcher nur die reinen und vollständig von Mozart stammenden Klavierkonzerte gezählt werden, wird dieses Konzert nicht mit aufgelistet.

## Entstehung
Das 3. Klavierkonzert Mozarts gehört, ebenso wie die beiden vorausgegangenen und das folgende Konzert, zu den sogenannten Pasticciokonzerten. Der Name Pasticcio bezeichnet Werke, deren Musik eigentlich von anderen Komponisten stammt. Mozart hat hier die Musik verschiedener unbekannterer Komponisten für Orchester und Soloklavier bearbeitet. Das 3. Klavierkonzert KV 40 basiert auf Sonatensätzen der Komponisten Johann Gottfried Eckard (1735–1809) und Leontzi Honauer (* um 1735–?). Das Finale beruht auf einem Stück von Carl Philipp Emanuel Bach. Das Werk entstand wahrscheinlich im Jahr 1767, also im Kindesalter des 1756 geborenen Komponisten. Dies erklärt den äußerst einfache Realisierung der Umsetzung für Soloklavier und Orchester und den Übungsstück-Charakter des Werkes.

## Zur Musik
Die dem Werk zu Grunde liegenden Sonatensätze sind von frühklassischer Natur. Das Allegro maestoso beginnt mit drei Tuttischlägen an denen sich sogar die Pauke beteiligt. Hieraus entwickelt sich das feierliche und glänzende Hauptthema. Ein zweites Motiv kann kaum als eigenständiges zweites Thema bezeichnet werden. Das Soloklavier übernimmt das eigentlich typisch orchestrale Thema sogleich und führt es weiter aus. Hier entwickelt sich auch der zweite Gedanke ausführlicher, welcher gar kurz nach Moll gewendet wird. Auch ein anschließender durchführungsähnlicher Teil wendet den Hauptgedanken nach Moll und verarbeitet ihn mit einigen Modulationen und Umspielungen. Auch in diesem Satz schreibt Mozart eine, wenn auch sehr kurze, Solokadenz vor. Ein gekürztes Schlussritornell beendet den festlichen Satz.
Das Andante beginnt mit einem getragen von den Streichern intonierten, liedhaften Thema. Das Soloklavier übernimmt den Gedanken zu schwebender Begleitung der Streicher. Ein längerer Nachsatz formuliert den Gedanken unter schmückendem Beiwerk aus. Der strophenhaft aufgebaute Satz wird in der zweiten Strophe mit reichhaltigeren Umspielungen des Themas ausgeschmückt.
Das Presto des letzten Satzes stellt die schnellste Tempobezeichnung aller Sätze in den Klavierkonzerten Mozarts dar. In den eigenen Werken hat er eine solche Tempobezeichnung nie gewählt. Ein stürmischer Aufwärtslauf des Orchesters, welches erneut mit Pauken und Trompeten verstärkt ist, beginnt den ursprünglich von Carl Philipp Emanuel Bach komponierten Finalsatz. Der ausgelassene Gedanke wird sofort vom Soloklavier aufgenommen und in endlos wirkender Bewegung weitergestaltet. Dieser Eindruck entsteht vor allem durch die pausenlos hämmernden Begleitakkorde der Streicher und der linken Hand des Klaviers. In diesem Duktus endet der kurze und überschwängliche Satz mit einigen Akkorden des ganzen Orchesters.

## Stellenwert
Bevor Mozart 1773 mit dem 5. Klavierkonzert KV 175 sein erstes eigenes und vollgültiges Klavierkonzert schrieb, entstanden insgesamt sieben Übungswerke und Pasticcikonzerte. Die ersten vier Klavierkonzerte (KV 37, KV 39, KV 40 und KV 41) entstanden vor 1764 nach einfachen Sonatensätzen wenig bekannter Komponisten. Drei weitere Konzerte KV 107 hatten dann etwas anspruchsvollere Sonaten Johann Christian Bachs zum Vorbild. Diese drei Werke wurden, im Gegensatz zu den frühesten Pasticcikonzerten, nicht in die Zählung der alten Mozartausgabe, welche 27 Klavierkonzerte unterscheidet, aufgenommen. Erst etwa sechs Jahre nach der Komposition dieser Frühwerke konzipierte Mozart dann sein erstes eigenes Klavierkonzert. Hier erreicht Mozart dann die erste gültige Form des modernen Klavierkonzertes, welche im 3. Klavierkonzert noch nicht vorliegt.